# Estação Parque Patricios
A Estação Parque Patricios é uma das estações do Metro de Buenos Aires, situada em Buenos Aires, entre a Estação Caseros e a Estação Hospitales. Faz parte da Linha H.
Foi inaugurada em 04 de outubro de 2011. Localiza-se no Parque de los Patricios. Atende o bairro de Parque Patricios.